# Argus Press
Argus Press è stata una casa editrice britannica. Fu acquisita dalla British Electric Traction (BET) nel 1966 e divenne il ramo editoriale di quella società. Fu oggetto di uno dei management buyout più contestati degli anni '80, quando un team di gestione guidato da Kimble Earl, George Fowkes e Scott Smith si assicurò un finanziamento di 207 milioni di sterline da quaranta banche nazionali e internazionali per acquisire le attività del Regno Unito e degli Stati Uniti da BET. L'acquisizione fu di particolare rilievo in quanto l'editore Robert Maxwell era tra gli offerenti rivali e ampiamente considerato in grado di superare il team di gestione. Solo un intervento all'ultima ora di Earl portò al successo il team di MBO. La nuova società commerciava nello stile del Team Argus e trattava il più grande gruppo di giornali settimanali gratuiti e a pagamento nel Regno Unito; una vasta gamma di titoli di affari inglesi e statunitensi e un gruppo di riviste specializzate di interesse hobbistico nel Regno Unito. Le attività del Team Argus furono vendute a vari acquirenti all'inizio degli anni '90.

## Argus Newspapers
La divisione giornali della società, Argus Newspapers, venne incorporata nel più grande gruppo di giornali settimanali a pagamento e gratuiti del Regno Unito negli anni '70 e '80 dal presidente Norman Richards e dal suo successore Kimble Earl. La loro filosofia era quella di agire evitando la pubblicità mentre commercializzavano in tutta Londra e nel sud dell'Inghilterra. Erano rinomati per il taglio dei costi inutili, pur insistendo su una copertura editoriale efficnete, credendo che fosse l'unica ragione per cui il pubblico avrebbe continuato a comprare o leggere. Al suo apice, il gruppo pubblicò e stampò oltre un milione di copie a settimana. I giornali Argus furono pionieri nella pubblicazione congiunta di periodici a pagamento e gratuiti in una stessa città. Tra i titoli figuravano Reading Chronicle, Surrey Mirror, Sutton Herald, Walthamstow Guardian, South London Press, Crawley News.
Argus Newspapers fu acquistata dalla Trinity International Holdings (in seguito Trinity Mirror) nel 1993, che vendette immediatamente una serie di titoli ad altri editori provinciali.

## Argus Specialist Publications
La divisione riviste di hobbistica dell'azienda era la Argus Specialist Publications. Tra i suoi titoli c'erano molti periodici dedicati al modellismo, alla fotografia, alla lavorazione del legno e ad altri hobby e interessi. L'azienda aveva sede a Hemel Hempstead e, in seguito al Management Buyout da BET nel 1988, fu gestita dal presidente Kimble Earl e da Terry Pattison. Includeva un editore di libri e un'attività espositiva che organizzava spettacoli legati all'hobbistica di importanza nazionale in luoghi tra cui Alexandra Palace, Sandown Park e Olympia. Argus Press Group vendette l'attività a Nexus nel 1994.

## Argus Consumer Publications
Argus Press Group gestiva un gruppo significativo di riviste di consumo situate nei locali adiacenti a Leicester Square a Londra. Questi includevano Mother & Baby, Mother, Slimming e True Story. L'attività venne gestita dal presidente Kimble Earl e dall'amministratore delegato Gill Butler dell'Argus Press MBO nel 1988 fino a quando fu venduta a EMAP nel 1991. La divisione possedeva anche una catena di Slimming Clubs e un'azienda di distribuzione di riviste al dettaglio SMD.

## Argus Business Publications
L'Argus Business Publications fu uno dei principali attori nelle pubblicazioni business-to-business sia nel Regno Unito che negli Stati Uniti, con centri editoriali a Redhill, Surrey e ad Atlanta (in Georgia), Denver (Colorado), Clarksdale (Mississippi) e altri. La divisione servì una vasta gamma di settori commerciali tra cui estrazione mineraria, commercio esente da dazi, elettronica e agricoltura. L'amministratore delegato della divisione era George Fowkes, che si occupava delle pubblicazioni economiche del Regno Unito con Scott Smith che faceva capo a lui per la divisione degli Stati Uniti. Tutti i titoli vennero venduti dall'MBO nel periodo 1994-1995.

## Argus Press Software
La divisione software, Argus Press Software, era attiva negli anni '80, producendo videogiochi per diversi home computer dell'epoca, principalmente Commodore 64 e ZX Spectrum. Alcuni titoli Argus Press Software uscirono con l'etichetta Mind Games. Altri due marchi usati inizialmente dalla Argus, prima di Argus Press Software, furono ASP Software e Computer Tutor (che pubblicò la serie di educativi Clever Clogs).
Acquisì Quicksilva e Starcade (allora nota per Savage Pond) nel 1984, Bug-Byte nel 1985, e anche titoli pubblicati dalla società di wargame MC Lothlorien.
Nel 1987 Argus Press Software fu acquistata dal suo amministratore delegato, Stephen Hall, e ribattezzata Grandslam Entertainment.
Elenco, forse incompleto, dei videogiochi pubblicati (1984-1987) prima della conversione in Grandslam Entertainment:
- 30 Games (raccolta)
- Agent Orange (con A&F Software)
- Alien
- American Football
- Arcade Creator
- Battle Creator
- Bismark
- The Bulge
- Cloak of Death
- CORE (con A&F Software)
- The Detective
- Elephant Polo
- The Evil Crown
- The Force
- Give My Regards to Broad Street
- Grange Hill
- Johnny Reb II
- Mission Omega
- Nether Earth
- Nick Faldo Plays the Open
- Orion Quest
- Peter Shilton's Handball Maradona
- Planetfall
- πr²
- Quest for Eternity
- Roundheads
- Sector 90
- Star Force Seven
- Time Trax
- Up Up and Away
- Wibstars (con A&F Software)

Elenco dei titoli pubblicati da ASP Software (1982-1984):
- Cells and Serpents
- Clone-it (utilità)
- Conquering Everest
- Demon Knight
- Detective
- The Fall of Rome
- Gallery of Death
- Planetfall
- Spectrum Zap e ZX Reactor (raccolta)
- Stock Market
- Strategy 1: Invasion
- Tube Cube e Pentacube (raccolta)
- The Valley
- The White Barrows